# Menskirch
Menskirch é uma comuna francesa na região administrativa de Grande Leste, no departamento de Mosela. Estende-se por uma área de 4,48 km². Em 2010 a comuna tinha 142 habitantes (densidade: 31,7 hab./km²).